# Mutação
Em Biologia, mutações são mudanças na sequência dos nucleotídeos do material genético de um organismo. Mutações podem ser causadas por erros de cópia do material durante a divisão celular, por exposição a radiação ultravioleta ou ionizante, mutagênicos químicos, ou vírus. A célula pode também causar mutações deliberadamente durante processos conhecidos como hipermutação. Em organismos multicelulares, as mutações podem ser divididas entre mutação de linhagem germdinativa, que pode ser passada aos descendentes, e mutações somáticas, que não são transmitidas aos descendentes em animais. Em alguns casos, plantas podem transmitir mutações somáticas aos seus descendentes, de forma assexuada ou sexuada (em casos em que as gemas de flores se desenvolvam numa parte que sofreu mutação somática). Assim, essa classificação é pouco eficiente para plantas, se ajustando melhor a animais. Uma nova mutação que não foi herdada de nenhum dos pais é chamada de mutação de novo. A fonte da mutação não se relaciona com seus efeitos, apesar de seus efeitos estarem relacionados com quais células são afetadas pela mutação.
Mutações geram variações no conjunto de genes da população. Mutações desfavoráveis (ou deletérias) podem ter sua frequência reduzida na população por meio da seleção natural, enquanto mutações favoráveis (benéficas ou vantajosas) podem se acumular, resultando em mudanças evolutivas adaptativas.  Por exemplo, uma borboleta pode produzir uma prole com novas mutações. A maioria dessas mutações não terá efeito. No entanto, uma delas pode mudar a cor dos descendentes desse indivíduo, tornando-os mais difíceis (ou fáceis) de serem vistos por predadores. Se essa mudança de cor for vantajosa, a chance dessa borboleta sobreviver e se reproduzir será um pouco maior, e com o tempo o número de borboletas com essa mutação irá formar uma maior proporção da população.
Mutações neutras são definidas como mutações cujos efeitos não influenciam a aptidão dos indivíduos. Essas mutações podem se acumular ao longo do tempo devido à deriva genética. Acredita-se que a imensa maioria das mutações não tem efeito significativo na aptidão dos organismos. Essa teoria neutralista foi desenvolvida por Motoo Kimura em seu livro "The Neutral Theory of Molecular Evolution". Além disso, mecanismos de reparo de DNA são capazes de corrigir a maior parte das mudanças antes que elas se tornem mutações permanentes, e muitos organismos têm mecanismos para eliminar células somáticas que sofreram mutações.
As mutações são consideradas o mecanismo que permite a ação da seleção natural, já que insere a variação genética sobre a qual ela irá agir, fornecendo as novas características vantajosas que sobrevivem e se multiplicam nas gerações subsequentes ou as características deletérias que desaparecem em organismos mais fracos.

## Contexto histórico
Mutacionismo é um mecanismo de evolução proposto pelo geneticista pioneiro Hugo de Vries, em 1901, onde considerava que as mutações genéticas fossem, sozinhas, o principal mecanismo dirigindo a evolução das espécies. Essa é uma das várias alternativas à evolução por seleção natural que existiram antes e depois da publicação do livro de Charles Darwin, de 1859, sobre a origem das espécies. Na teoria, a mutação era o que criava novas formas e novas espécies, instantaneamente, como um salto repentino. Isso foi encarado como uma evolução motriz, limitada pelo suprimento de mutações.
Antes de Darwin, os biólogos geralmente acreditavam no saltacionismo, na possibilidade de grandes saltos evolutivos, incluindo especiação imediata. Por exemplo, em 1822, Étienne Geoffroy Saint-Hilaire argumentou que as espécies poderiam ser formadas por transformações repentinas, ou o que mais tarde seria chamado de macromutação. Darwin se opôs à saltação, insistindo no gradualismo na evolução e na geologia. Em 1864, Albert von Kölliker reviveu a teoria de Geoffroy. Em 1901, o geneticista Hugo de Vries deu o nome "mutação" a formas aparentemente novas que surgiram repentinamente em seus experimentos na prímula Oenothera lamarckiana e, na primeira década do século 20, mutacionismo, ou como de Vries a denominou teoria das mutações. Esta tornou-se um rival do darwinismo apoiado durante um tempo por geneticistas, incluindo William Bateson, Thomas Hunt Morgan e Reginald Punnett. Apesar da controvérsia, os primeiros mutacionistas já haviam aceitado em 1918 a seleção natural e explicado a variação contínua como resultado de múltiplos genes que agiam com a mesma característica, como a altura. O mutacionismo, com alternativas ao darwinismo, como o lamarckismo e a ortogênese, foi descartado pela maioria dos biólogos, ao ver que a genética mendeliana e a seleção natural podiam trabalhar prontamente juntas; a mutação tomou seu lugar como fonte da variação genética essencial para a seleção natural trabalhar. No entanto, o mutacionismo não desapareceu completamente. Em 1940, Richard Goldschmidt novamente defendeu a especiação em um passo por macromutação, descrevendo os organismos assim produzidos como "monstros esperançosos", ganhando ridículo generalizado. Em 1987, Masatoshi Nei argumentou controversamente que a evolução era frequentemente limitada por mutações. Biólogos modernos, como Douglas J. Futuyma, concluem que essencialmente todas as reivindicações da evolução impulsionadas por grandes mutações podem ser explicadas pela evolução darwiniana.

## Classificação

### Por efeito na estrutura

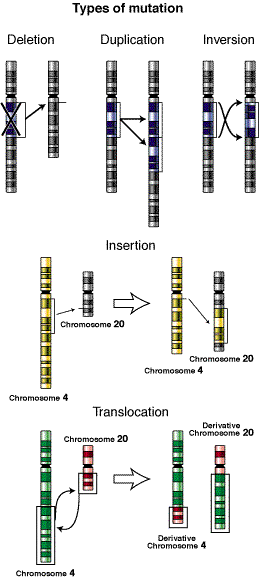
Ilustração de cinco tipos de mutação cromossômica.

A sequência de um gene pode ser alterada de diversas maneiras. Mutações genéticas têm diferentes efeitos na saúde, dependendo de onde ocorrem e se alteram a função de proteínas essenciais. Estruturalmente, mutações podem ser classificadas em:
- Mutações de pequena escala, como aquelas que afetam um pequeno gene em um ou poucos nucleotídeos, incluindo:
  - Mutação pontual: geralmente causada por substâncias mutagênicas ou erros na replicação do DNA, há a troca de um único nucleotídeo por outro.[1] A mais comum, conhecida por transição, ocorre quando há a troca de uma purina por outra purina (A ↔ G) ou uma pirimidina por outra pirimidina (C ↔ T). Transições podem ser causadas por Ácido Nítrico, erro de pareamento entre as bases, ou mutagênicos análogos, como 5-bromo-2-desoxiuridina (BrdU). Um tipo de mutação pontual menos comum é a transversão, em que há a troca de uma purina por uma pirimidina, ou vice-versa (A/G ↔ C/T). Uma mutação pontual pode ser revertida por outra mutação pontual em que o nucleotídeo é mudado de volta ao seu estado original (reversão verdadeira) ou por ou por uma reversão a partir de outra mutação (uma mutação complementar em outro local que resulta no retorno do gene à função anterior).[2] Mutações pontuais que ocorrem dentro da região codificadora da proteína podem ser classificadas em três tipos, dependendo do tipo de expressão apresentado pelo códon mutado:
    - Mutação silenciosa: O códon codifica para o mesmo aminoácido;
    - Mutação "Missense": Codifica para um aminoácido diferente;
    - Mutação sem sentido: Codifica para um códon de parada, que interrompe a proteína antes de seu término.

  - Inserção: ocorre pela adição de um ou mais nucleotídeos na sequência de DNA. Geralmente, esse tipo de mutação é causado por transposons ou erros durante a replicação de elementos repetitivos (sequências AT, por exemplo). Inserções na região codificadora de um gene podem alterar o corte (splicing) do mRNA, ou causar mudança no quadro de leitura dos códons. Ambas alterações podem alterar significativamente o produto gênico;
  - Deleção: Há a remoção de um ou mais nucleotídeos da sequência de DNA. Assim como inserções, essas mutações podem modificar o quadro de leitura do gene. Geralmente elas são irreversíveis; apesar de teoricamente a mesma sequência poder ser restaurada por inserção, elementos de transposição capazes de reverter uma deleção muito curta (com uma ou duas bases) em um dado local são muito improváveis ou mesmo inexistentes.[carece de fontes?] É importante notar que uma deleção não é o oposto exato de uma inserção. Enquanto deleções são aleatórias, inserções consistem de uma sequência específica sendo inserida em locais que não são completamente aleatórios.
- Mutações de grande escala da estrutura do cromossomo, incluindo:
  - Amplificação (ou duplicação gênica): Criação de várias cópias de uma região cromossômica, aumentando a dosagem dos gênes dentro dela;
  - Deleção de regiões cromossômicas, levando à perda dos genes presentes nessas regiões;
  - Mutações cujo efeito é unir partes do DNA anteriormente separadas, potencialmente unindo genes de tal forma que surjam genes fundidos funcionalmente distintos. (por exemplo, bcr-abl). Esse tipo de mutação inclui:
    - Translocação cromossômica: ocorre a troca de porções de cadeias de DNA entre cromossomos não homólogos;
    - Deleção do interstício: Há a deleção de um segmento de DNA de um cromossomo, agrupando, assim, genes anteriormente distantes. Por exemplo, células isoladas de um astrocitoma, um tipo de tumor cerebral, têm uma deleção cromossômica que remove as sequências entre entre os genes "fundido em glioblastoma" (fig) e "receptor da tirosina kinase" (ros). O resultado da união entre esses genes é uma proteína de fusão, denominada FIG-ROS. Essa proteína tem uma atividade de kinase que causa transformação oncogênica (a transformação de células normais en cancerígenas).[carece de fontes?]
    - Inversão cromossômica: Ocorre a inversão da orientação de um segmento do cromossomo.

  - Perda de heterozigozidade: Há a perda de um alelo por deleção ou recombinação num organismo que originalmente possuía dois alelos.

### Por função genética de DNA
- Mutações de perda de função: são aquelas que resultam num produto gênico que tem menos ou nenhuma função, em comparação ao gene não mutado. Quando o alelo perde completamente a função, (alelo nulo), denomina-se uma mutação amórfica. Fenótipos associados a essas mutações geralmente são recessivos, exceto quando o organismo é haplóide, ou quando a dosagem reduzida do gene normal não é suficiente para produzir um fenótipo normal (este fenômeno é denominado haploinsuficiência).
- Mutações de ganho de função: mudam o produto gênico de forma que este ganhe uma nova função. Essas mutações geralmente tem fenótipos dominantes. Esse tipo de mutação pode ser denominado neo-mórfica.
- Mutações negativas dominantes (também conhecidas por  mutações neo-mórficas): Há a produção de um produto gênico alterado que age de forma antagônica ao alelo selvagem. Essas mutações levam a uma ação molecular alterada (geralmente inativa) e são caracterizadas por um fenótipo dominante ou com dominância incompleta. Em humanos, a síndrome de Marfan é um exemplo desse tipo de mutação ocorrendo de forma dominante. Nessa doença, a glicoproteína produzida pelo alelo mutante é antagônica ao produto do alelo normal.
- Mutações letais: são mutações que levam à morte do organismo que a possui.

### Por aspecto do fenótipo afetado
- Mutação morfológica: geralmente afeta a aparência externa de um organismo. Mutações deste tipo podem mudar a altura de uma planta, ou modificar suas sementes de lisa para rugosa.
- Mutação bioquímica: resulta em quebras nas rotas bioquímicas de transformação enzimática. Frequentemente, mutantes morfológicos são o resultado direto de modificações em rotas enzimáticas.

### Pela herança
A grande maioria dos organismos eucarióticos, incluindo o ser humano, contém duas cópias de cada gene em seu genoma - um de origem paterna e outro materna. As mutações podem ser então classificadas  quanto à forma como são herdadas nesse sistema diplóide:
- Selvagem ou Homozigoto não mutado: ocorre quando nenhum dos alelos está mutado;
- Mutação em heterozigoze: quando apenas um dos alelos está mutado;
- Mutação em homozigoze: ocorre quando tanto o alelo parental como o maternal têm uma mutação idêntica;
- Mutação em heterozigoze composta: quando os alelos materno e paterno apresentam mutações diferentes.[3]

### Classe especial
- Mutação Condicional é uma mutação que tem fenótipo tipo selvagem (ou menos severo) sob certas condições ambientais "permissivas" e uma fenótipo mutante sob certas condições "restritivas". Por exemplo, a mutação sensível a temperatura pode causar morte celular em altas temperaturas (condição restritiva), mas pode ter nenhuma consequência deletéria em baixas temperaturas (efeito permissivo).

### Causas da mutação
Quanto às causas, as mutações podem ser classificadas em dois tipos principais, as mutações espontâneas e as induzidas por agêntes mutagênicos.
Mutações espontâneas a nível molecular incluem:
- Tautomerismo - Uma base é modificada pelo reposicionamento de um átomo de hidrogênio;
- Depurinação - Perda de uma base puríca (A ou G);
- Desaminação - Mudança de uma base normal para uma atípica; C → U, (que pode ser corrigida por mecanismos de reparo do DNA), ou desaminação espontânea da 5-methilcitosina (irreparável), ou ainda  A → HX (hipoxantina);
- Transição- Uma purina se transforma em outra purina (A ↔ G), ou uma pirimidina se transforma em outra pirimidina(C ↔ T);
- Transversão - Uma purina é trocada por uma pirimidina, e vice-versa(C/T ↔ A/G).

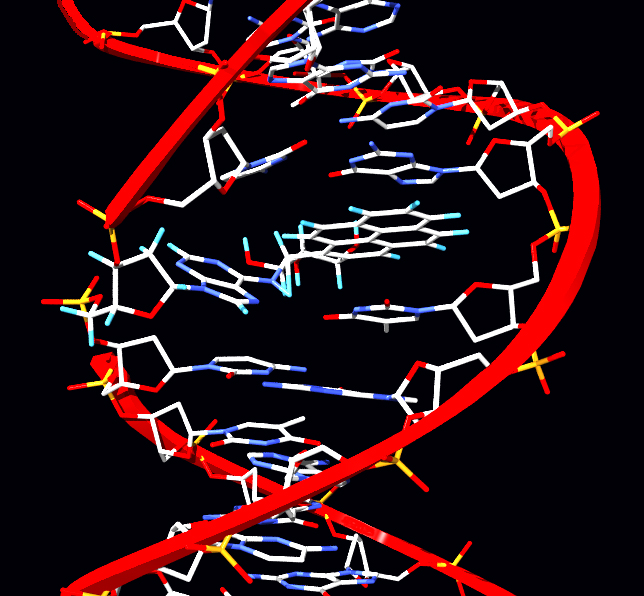
Benzopireno, o principal mutagênico presente nos cigarros de tabaco, em adução ao DNA.

Mutações induzidas a nível molecular podem ser causadas por:
- Mutagênicos químicos
  - Guanidina nitrosa (NTG)
  - Hidroxilamina NH2OH
  - Bases análogas (por exemplo, BrdU)
  - Substâncias simples (por exemplo, ácidos)
  - Agentes alquilantes (por exemplo N-etil-N-nitrosoureia (ENU)) Estes agentes podem causar a mutação tanto de DNA em replicação como em DNA não-replicante. Entretanto, um análogo de base nitrogenada pode somente mutar o DNA quando este análogo é incorporado durante a replicação do DNA. Cada uma das classes de mutagênicos químicos têm efeitos que podem levar a transições, transversões ou deleções.
  - Agentes metilantes (por exemplo, etil-metanossulfonato (EMS))
  - Hidrocarbonetos policíclicos (por exemplo, benzopirenos encontrados na fumaça de motores de combustão)
  - Agentes intercalantes de DNA (por exemplo, Brometo de etídio)
  - DNA crosslinker (e.g. platina)
  - Dano oxidativo causado por espécies reativas de oxigênio
- Radiação
  - Radiação Ultravioleta (não ionizante) excita eletróns a um nível de energia mais elevado. As moléculas de DNA são bons absorvedores de luz ultravioleta, especialmente aquela com comprimento de onda entre 260 e 280 nm. [carece de fontes?] As bases nitrogenadas citosina e timina (A e T), são mais vulneráveis a essas excitações, que podem modificar as propriedades de pareamento de bases. A luz UV pode induzir que bases timinas adjacentes numa sequência de DNA pareiem-se entre si, formando um dímero pesado.
  - Radiação ionizante

O DNA possui os chamados "hotspots", locais em que as mutações ocorrem a uma taxa até 100 vezes superior ao normal. Um "hotspot" pode ocorrer em uma base não usual, como por exemplo numa 5-metilcitosina.
As taxas de mutação também dependem da espécie do organismo. Os biólogos evolucionistas propõem teorias em que taxas de mutação aumentadas seriam benéficas em algumas situações, por permitirem uma evolução mais rápida e, consequentemente, uma adaptação acelerada a novos ambientes. Por exemplo, a exposição repetida de bactérias a antibióticos, e a seleção dos mutantes resistentes, pode resultar na seleção de bactérias que possuam um grande aumento das taxas de mutação, em comparação com a população original.

### Nomenclatura
A nomenclatura de mutações especifica o tipo de mutação e as mudanças de base ou de aminoácidos.
- Substituição de aminoácido - (por exemplo, D111E) A primeira letra representa o código do aminoácido presente no tipo selvagem, o número é a posição N-terminal do aminoácido, e a segunda letra representa o aminoácido presente na proteína mutada. Se a segunda letra for "X", qualquer aminoácido pode substituir o tipo selvagem.
- Deleção de aminoácido - (por exemplo, ΔF508) A letra grega Δ (delta) indica uma deleção. A letra se refere ao aminoácido presente no tipo selvagem e o número é a posição N-terminal que seria ocupada pelo aminoácido perdido.

## Tipos de mutação

### Mutação regressiva
Mutação regressiva é uma mudança num par de nucleotídeos numa sequência de DNA que restaura a sequência original depois de uma mutação pontual e por consequência restaurando o fenótipo original.

### Mutação por mudança da matriz de leitura
Uma mutação por mudança da matriz de leitura é uma mutação causada por indels (palavra formada pela fusão de inserção + deleção) de um número de nucleotídeos diferente de três e seus múltiplos (ex.: 1, 2, 4, 5, 7, etc.) em uma determinada sequência de DNA. Devido à fundamentação da expressão gênica ser baseada em um triplete natural de nucleotídeos (codon), a inserção ou deleção pode perturbar a matriz de leitura, isto é, um único nucleotídeo alterado modifica toda sequência de codons a partir da mutação resultando em um produto gênico completamente diferente do original. Quanto mais inicial for a inserção ou deleção, mais alterado vai ser o produto gênico.

### Mutações não-sinónimas
Mutações não-sinónimas são tipos de mutações pontuais onde um único nucleotídeo é mudado provocando uma substituição de um aminoácido. Isto por sua vez pode fazer com que a proteína resultante se torne não-funcional. Tais mutações são responsáveis por doenças como anemia falciforme e esclerose lateral amiotrófica mediada pela superóxido dismutase(Boillée 2006, p. 39).

### Mutação neutral
Uma mutação neutral é aquela que ocorre em um codão e que resulta no uso de um aminoácido diferente, mas quimicamente semelhante. É semelhante a uma mutação silenciosa, onde uma mutação no codão codifica o mesmo amino-ácido (veja a Hipótese de Wobble); por exemplo, uma mudança de AUU para AUC codifica à mesma leucina, por isso não ocorre nenhuma mudança discernível (uma mutação silenciosa).

### Mutação sem sentido
Uma mutação sem sentido ou nonsense é uma mutação com mudança da cadeia numa sequência de DNA que resulta num codão stop prematuro, ou num codão nonsense no mRNA transcrito, possivelmente um truncamento e muitas vezes uma proteína não-funcional.

### Mutações pontuais
Uma mutação pontual, ou substituição, é um tipo de mutação que causa a substituição de um único nucleotídeo por outro nucleotídeo, resultado de erros de incorporação pela DNA polimerase durante a replicação do DNA e falha também na revisão feita pela mesma. Polimorfismo de base única, essa mutação pode ser classificada como transição quando a base que for substituída por bases do mesmo tipo (purina ou pirimidinas). Indivíduos diferem em mais ou menos um sítio por mil. Muitas vezes o termo mutação pontual também inclui inserções ou deleções de um único par de bases (o que tem mais efeitos adversos na sintetização de proteínas porque os nucleotídeos continuam a ser lidos em tripletos, mas em molduras diferentes - chamada de mutação "frameshift"). Podem ocorrer dentro e fora de regiões codificadoras e quando dentro, podem ou não modificar a codificação de proteínas, dependendo da região em que estiver presente e dependendo também do códon. Podem alterar sítios de Splicing, o que altera os mRNA's maduros. Possui utilidades no cálculo da árvore filogenética. Efeitos fenotípicos causados por essa mutação depende da região que ela está presente no gene. Devido à redundância do código genético, o erro da mutação pode ser sinônimo de uma sequência já existente e assim, não alterarem o aminoácido.

### Mutações silenciosas
Mutações silenciosas são mutações do DNA no qual a alteração sofrida no codão não vai resultar numa mudança da sequência de aminoácidos de uma proteína, isto é, o novo codão resultante da alteração origina o mesmo aminoácido. Elas podem ocorrer numa região não-codificante (fora de um gene ou dentro de um intrão), ou podem ocorrer dentro de um exão de maneira a não alterar a sequência amino-acídica final. O termo mutação silenciosa é muitas vezes usado como sendo equivalente a mutação sinónima; no entanto, mutações sinónimas são uma subcategoria do primeiro, ocorrendo apenas dentro dos exões.

## Mutações maléficas
Alterações no ADN causadas por mutações podem causar erros na sequência das proteínas, produzindo proteínas parcialmente ou completamente não-funcionais. Para funcionar corretamente, cada célula depende de milhares de proteínas para funcionar nos sítios certos nas alturas certas. Quando uma mutação altera uma proteína que tem um papel importante no corpo, pode resultar numa doença. Uma enfermidade causada por mutações em um ou mais genes é chamado de doença genética. Contudo, apenas uma pequena percentagem de mutações causa doenças genéticas; a maioria não tem impacto na saúde. Por exemplo, algumas mutações alteram a sequência de bases de ADN de um gene mas não mudam a função da proteína produzida por esse gene. Estudos na mosca da fruta Drosophila melanogaster sugerem que se uma mutação muda de facto uma proteína, esta mudança será provavelmente maléfica, com setenta por cento destas mutações tendo efeitos negativos e sendo as restantes neutras ou fracamente benéficas.
Se uma mutação estiver presente numa célula germinal, pode dar origem a descendentes portadores dessa mutação em todas as suas células. Este é o caso de doenças hereditárias. Por outro lado, uma mutação pode ocorrer numa célula somática de um organismo. Algumas mutações podem estar presentes em todos os descendentes desta célula e certas mutações podem provocar que a célula se torne maligna, e consequentemente cause cancro.
Muitas vezes, mutações génicas que poderiam provocar uma doença genética são reparadas pelo sistema celular de reparação do ADN. Cada célula tem um certo número de vias bioquímicas através do qual enzimas reconhecem e reparam erros no ADN. Como o ADN pode ser danificado ou mutado de diversas maneiras, o processo de reparação do ADN é uma maneira importante do corpo se proteger de doenças.

## Mutações benéficas
Uma muito pequena percentagem de todas as mutações tem na verdade um efeito positivo. Estas mutações levam a novas versões de proteínas que ajudam o organismo e futuras gerações a adaptar-se melhor a mudanças ao seu ambiente. Por exemplo, uma deleção específica de 32 pares de base no CCR5 humano confere resistência ao HIV a homozigóticos e atrasa o despoletar do SIDA em heterozigóticos. A mutação CCR5 é mais comum em pessoas com ascendência europeia. Uma teoria para a etiologia da relativa alta frequência do CCR5-Δ32 na população europeia é que esta confere resistência à peste bubónica que flagelou a Europa em meados do Século XIV. Pessoas que tinham esta mutação foram capazes de sobreviver à infecção; por isso, a sua frequência na população aumentou. Isso pode também explicar porque esta mutação não se encontra em África, que não foi afectada pela peste bubónica. Uma teoria mais recente diz que pressão selectiva na mutação CCR5 Delta 32 foi causada pela varíola em vez da peste bubónica.
Outros genes influenciam o desenvolvimento do corpo. Por exemplo, alelos diferentes na via da miostatina influenciam a força de uma pessoa, uma vez que estes genes controlam o desenvolvimento muscular.